# Charles Townshend (3e vicomte Townshend)
Charles Townshend, 3e vicomte Townshend (11 juillet 1700 - 12 mars 1764) est un homme politique et pair britannique

## Biographie

### Vie privée
Il est le fils aîné de Charles Townshend, 2e vicomte Townshend et de sa première épouse, Elizabeth Pelham, fille de Thomas Pelham, 1er baron Pelham. 
Il fait ses études au collège d'Eton et est admis au King's College de Cambridge en 1718. Il entreprend un Grand Tour.
Il est titré baron Lynn entre 1700 et 1738.

### Vie publique
Townsend est élu aux Communes lorsqu'il succède à son oncle en tant que député de Great Yarmouth aux élections générales de 1722. Il occupe ce siège un an puis est convoqué à la Chambre des lords en raison d'un bref d'accélération dans la baronnie de son père, Townshend. Comme son père est déjà Lord Townshend, Charles est appelé Lord Lynn après la désignation territoriale de la baronnie, à King's Lynn. Townshend devient alors Lord de la chambre à coucher de 1723 à 1727. En 1730, il est nommé maître du Jewel Office jusqu'en 1738. Également en 1730, il est nommé lord-lieutenant du Norfolk et Custos Rotulorum de Norfolk. Il hérite des titres et domaines de son père en 1738.

## Famille

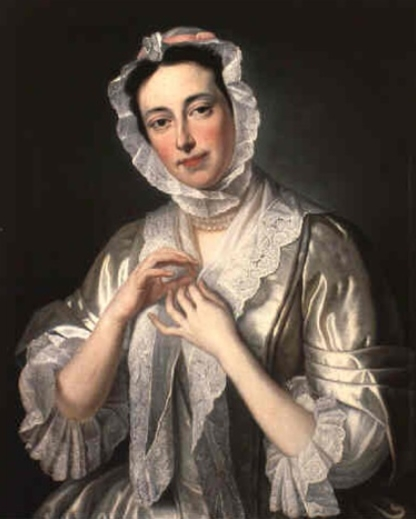
Portrait d'Audrey Ethelreda Harrison (Jean-Baptiste van Loo).

Il épouse, le 29 mai 1723, Audrey Etheldreda Harrison (1755-1802), fille d'Edward Harrison et de Frances Bray. Ils ont cinq enfants.
- George Townshend, 1er marquis Townshend (28 février 1724 - 14 septembre 1807) épouse en premières noces Charlotte Compton (1727 - 3 septembre 1770), dont descendance, puis épouse en secondes noces Anne Montgomery (1752 - 29 mars 1819), dont descendance ;
- Charles Townshend (29 août 1725 - 2 septembre 1767) épouse Caroline Campbell, 1re baronne Greenwich (17 novembre 1717 - 11 janvier 1794), dont descendance ;
- Edward Townshend (1727 - 29 juin 1731), célibataire, sans enfants ;
- Roger Townshend (1731 - 25 juillet 1759), célibataire, sans enfants ;
- Audrey Townsend (10 février 1732 - février 1781) épouse Robert Orme (1725 - 13 octobre 1790), dont descendance.

Ils se séparent formellement vers 1740.